# Амальди, Эдоардо
Эдоардо Амальди (итал. Edoardo Amaldi; 5 сентября 1908, Карпането, Италия — 5 декабря 1989, Рим, Италия) — итальянский физик-экспериментатор.
Член Академии деи Линчеи (1948), президент Академии в 1988—1989 гг. Член ряда академий наук и научных обществ, в том числе иностранный член Академии наук СССР (1958), Национальной академии наук США (1962), Лондонского королевского общества (1968).

## Биография
Родился Амальди в городке Карпането (область Эмилия-Романья). В 1929 окончил Римский университет, где остался работать, с 1937 — в должности профессора. Одновременно в 1949—1960 занимал пост директора Института физики при университете. Был также директором Центра ядерной физики (1945—1952) и Национального института ядерной физики (1952—60). Сотрудничал также в ЦЕРНе. На протяжении 1957—1960 был президентом Международного Союза чистой и прикладной физики.

## Научная деятельность
Исследования Амальди посвящены в основном атомной спектроскопии, нейтронной физике, физике элементарных частиц и космических лучей. Он входил в состав группы Ферми по изучению свойств нейтронов, которая в 1934 открыла явление их замедления. В 1936 им было доказано существование селективного поглощения нейтронов, был обнаружен и исследован эффект испускания гамма-лучей и электронов внутренней конверсии при захвате нейтронов ядрами. Позже Амальди вместе с Э. Ферми провёл одни из первых в мире измерений сечения захвата нейтронов протонами. В 1955 он получил экспериментальное указание на существование антипротона. В 1960 Амальди входил в большую группу исследователей, открывшую анти-сигма-плюс-гиперон.

## Работы
- Э. Ферми, Э. Амальди, О. д’Агостино, Ф. Разетти, Э. Сегрэ. Искусственная радиоактивность, создаваемая нейтронной бомбардировкой Архивная копия от 18 сентября 2013 на Wayback Machine. — УФН, 1934, № 8.
- Э. Амальди, О. д’Агостино, Э. Ферми, Б. М. Понтекорво, Ф. Разетти, Э. Сегрэ. Искусственная радиоактивность, создаваемая нейтронной бомбардировкой — II Архивная копия от 19 сентября 2013 на Wayback Machine. — УФН, 1935, № 7.
- Э. Амальди. О поглощении и диффузии медленных нейтронов Архивная копия от 19 сентября 2013 на Wayback Machine. — УФН, 1937, № 3.
- Э. Амальди. Античастицы Архивная копия от 15 апреля 2012 на Wayback Machine. — УФН, 1962, Т. 78, № 11.